# Флат (Аљаска)
Флат (енгл. Flat) насељено је место без административног статуса у америчкој савезној држави Аљаска.

## Демографија
По попису из 2010. године број становника је 0, што је 4 (-100,0%) становника мање него 2000. године.
| Група             | 2000.      | 2010.    |
| Белци             | 4 (100,0%) | 0 (0,0%) |
| Афроамериканци    | 0 (0,0%)   | 0 (0,0%) |
| Азијати           | 0 (0,0%)   | 0 (0,0%) |
| Хиспаноамериканци | 0 (0,0%)   | 0 (0,0%) |
| Укупно            | 4          | 0        |